# Christian Hochstätter
Christian Hochstätter (født 19. oktober 1963 i Augsburg, Vesttyskland) er en tidligere tysk fodboldspiller, der spillede som forsvarer eller midtbane. Han spillede på klubplan hele sin karriere, mellem 1982 og 1998, hos Borussia Mönchengladbach i Bundesligaen. Her var han med til at vinde DFB-Pokalen i 1995.
Hochstätter spilledes desuden to venskabskampe for det vesttyske landshold i december 1987 mod henholdsvis Argentina og Brasilien.

## Titler
DFB-Pokal
- 1995 med Borussia Mönchengladbach